# Сенат Канады
Сенат Канады (англ. Senate of Canada, фр. Sénat du Canada) — одна из трёх составляющих Парламента Канады наряду с монархом (представленным генерал-губернатором) и Палатой общин. Сенат и Палата общин заседают в двух различных залах на Парламентском холме в Оттаве (Онтарио).
Сенат состоит из 105 членов, назначаемых генерал-губернатором по рекомендации премьер-министра. Места разделяются на областной основе, и каждая область получает двадцать четыре места. Существует четыре областных подразделения: Онтарио, Квебек, приморские провинции и провинции Запада. Число мест для Ньюфаундленда и Лабрадора, Северо-Западных территорий, Юкона и Нунавута определяется вне этих областных подразделений. Сенаторы могут заседать до достижения семидесятипятилетнего возраста.
Сенат — «верхняя палата» парламента, а Палата общин — его «нижняя палата». Однако это не означает, что Сенат обладает большей властью, чем Палата общин. Наоборот, по традиции преобладает Палата общин, и, хотя для принятия закона необходимо согласие обеих палат, Сенат лишь очень редко отклоняет законопроекты, принятые демократически избранной палатой. Тем не менее, Сенат достаточно часто предлагает поправки к законопроектам. Продление действия правительства Канады зависит исключительно от Палаты общин: премьер-министр и его правительство занимают свои должности лишь в случае, когда пользуются доверием нижней палаты, способной распустить правительство, не оказав ему доверия. Сенат не обладает никакими полномочиями подобного рода. Хотя законопроект может начать обсуждаться в любой из двух палат, большинство законопроектов правительства вначале представляется в Палате общин. Финансовые законопроекты по конституции всегда должны исходить из нижней палаты.
Зал, в котором заседает Сенат, иногда называется «красным залом» из-за его роскошного убранства и красной ткани, украшающей зал, что прямо противоположно более скромному стилю и зелёному цвету Палаты общин. Такое устройство унаследовано от залов британского парламента, где Палата лордов заседает в роскошном зале с красными скамьями, а Палата общин — в мало украшенном зале с зелёными скамьями.

## История
Сенат был основан 29 марта 1867 года, когда Парламент Соединённого королевства проголосовал за Акт о Британской Северной Америке. Этот акт объединял провинцию Канада (две половины которой — Восточная и Западная Канада — были разделены на две отдельные провинции, соответствующие сегодняшним Квебеку и Онтарио, соответственно), Новую Шотландию и Нью-Брансуик в единую федерацию, названную доминионом Канада.
Парламент Канады был образован в соответствии с Вестминстерской системой (по образцу Парламента Соединённого королевства). Сенат поначалу должен был подражать британской Палате лордов и представлять общественную и экономическую элиту. Первый премьер-министр Канады сэр Джон А. Макдональд говорил, что речь шла о палате, сдерживающей «демократический излишек» избираемой Палаты общин и делающей возможным равенство областного представительства.

## Законодательные полномочия

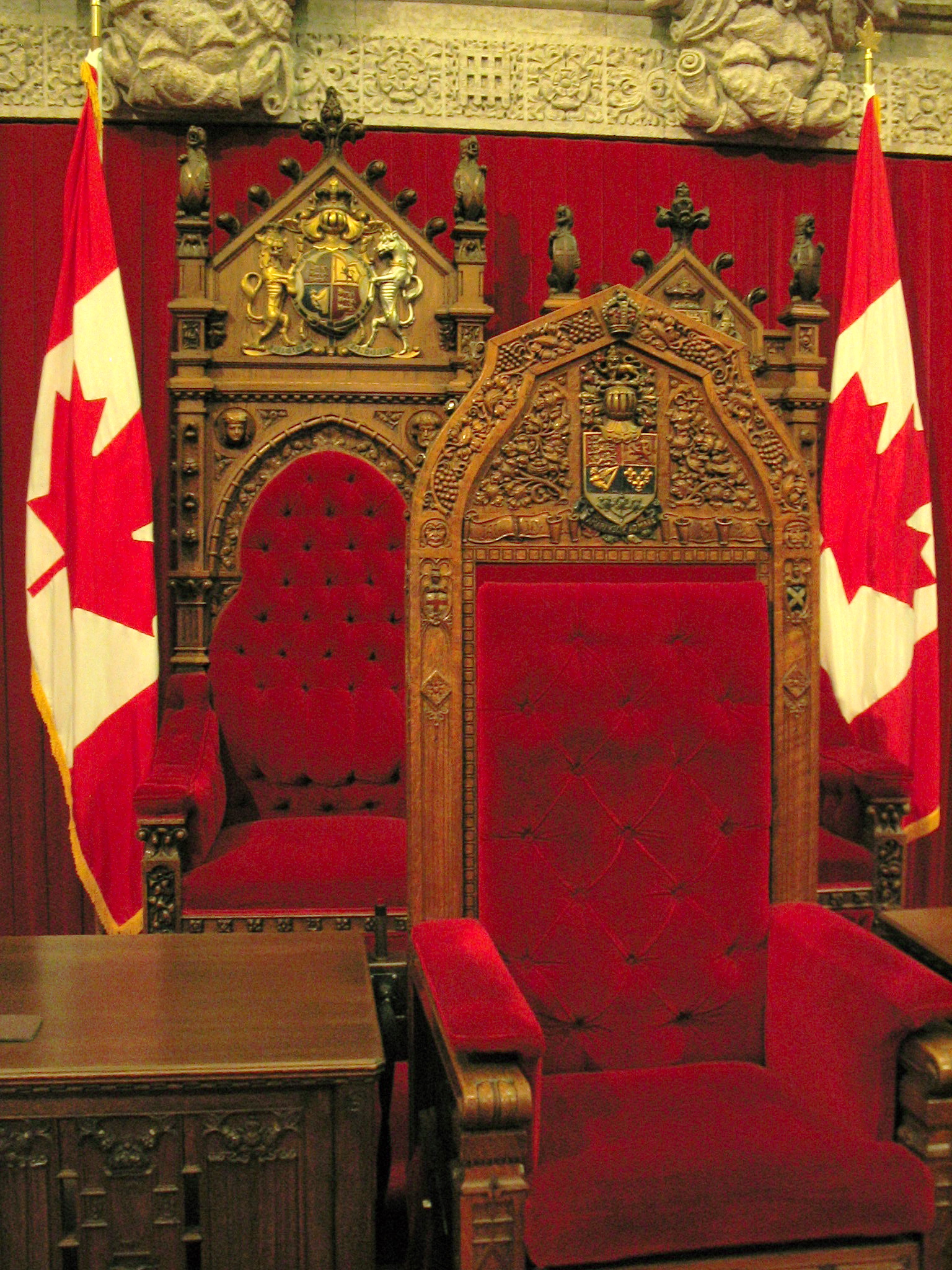
На переднем плане кресло председателя Сената. Два других сзади — троны Его Величества короля и его супруги или генерал-губернатора и его супруги

Хотя очерёдность рассмотрения палатами законопроектов не формализована, большинство из них сперва рассматривается Палатой общин. Однако по причине большей гибкости расписания прений в Сенате правительство иногда направляет туда особо сложные законопроекты.
Для принятия закона необходимо согласие обеих палат Парламента, и теоретически их полномочия равны с двумя исключениями:
- По британскому образцу, верхняя палата не может инициировать законопроекты о повышении налогов и сборов или о выпуске государственных процентных бумаг. Как и в США, но в отличие от Соединённого королевства, это ограничение полномочий Сената не зависит от молчаливого соглашения: оно чётко прописано в Конституционном акте 1867 года.
- Палата общин может не принимать во внимание отказ Сената одобрить поправку к конституции, запросив её одобрение у провинций; однако она должна ждать не менее 180 дней, прежде чем воспользоваться этим правом. При этом Сенат обладает абсолютным вето на конституционные поправки, затрагивающие вопросы внутренней политики федерального Парламента.

Но в действительности Палата общин преобладает, и Сенат крайне редко использует свои полномочия для ограничения деятельности избираемой палаты.
Тем не менее, в некоторые периоды, особенно при правительствах меньшинства, Сенат более деятелен в проверке, исправлении и даже отклонении законопроектов. Примером этому может служить период с конца 1980-х по начало 1990-х. В этот период Сенат противодействовал законопроектам о соглашении о свободной торговле с США и о налоге на товары и услуги (НТУ) в 1988 году. В 1990 году Сенат отклонил четыре законопроекта: законопроект, принятый Палатой общин и ограничивавший доступность абортов (С-43), законопроект, имевший целью преобразование федеральных агентств (С-93), законопроект о перестройке торонтского аэропорта имени Лестера Б. Пирсона (С-28) и законопроект, изменявший уголовный кодекс и закон об авторском праве с целью помешать преступникам получать выгоду от совершения своих преступлений посредством информационных продуктов (С-220).

## Связь с правительством
В отличие от Палаты общин, Сенат играет лишь очень ограниченную роль в проверке правительства. Лишь Палата общин может заставить премьер-министра уйти в отставку или просить роспуска Парламента и проведения новых выборов путём издания «указа о дополнительных выборах» (writs of election) при принятии предложения о вынесении вотума недоверия или при голосовании большинства против бюджета правительства.
Большинство членов совета министров являются депутатами Палаты общин, а не сенаторами. В частности, депутатами в Палате общин были все премьер-министры с 1896 года. В состав типичного совета министров входит один сенатор — лидер правительства в Сенате. Время от времени, когда в партии власти не оказывается ни одного депутата из какой-либо области, для обеспечения областного равновесия в правительстве в министерство назначается сенатор.

## Сенаторы
Полномочием назначать сенаторов обладает генерал-губернатор Канады; однако по соглашению он совершает эти назначения лишь по совету премьер-министра. Последний обычно выбирает для назначения в Сенат членов своей собственной партии, но бывают и назначения независимых членов или членов партии оппозиции. На деле очень большое число членов Сената являются бывшими членами совета министров или бывшими провинциальными премьер-министрами.
Конституция предусматривает определённое число сенаторов для каждой провинции и каждой территории. Она распределяет провинции на четыре основных части и предоставляет каждой из этих частей равное число сенаторов:
- 24 для Онтарио,
- 24 для Квебека,
- 24 для приморских провинций (10 для Новой Шотландии, 10 для Нью-Брансуика и 4 для Острова Принца Эдуарда)
- 24 для провинций Запада (6 для Манитобы, 6 для Британской Колумбии, 6 для Саскачевана и 6 для Альберты).

Ньюфаундленд и Лабрадор, получившие провинциальный статус лишь в 1949 году, не включены ни в одну из этих частей и представлены 6 сенаторами.
Три территории (Северо-Запад, Юкон и Нунавут) представлены по 1 сенатору.
Все сенаторы обязательно должны проживать в провинции или территории, которую они представляют, но лишь сенаторы от Квебека определяются в особой области своей провинции. Эта мера вначале была принята для обеспечения точного представительства в Сенате англоязычных и франкоязычных.
Это распределение, как и в других верхних палатах по всему миру, не учитывает критерия населения при определении числа сенаторов и приводит к возникновению представительского неравенства: Онтарио, Британская Колумбия и Альберта — канадские провинции, численность населения которых растёт быстрее других, — сильно недопредставлены, тогда как приморские провинции, Манитоба, Саскачеван, Ньюфаундленд и Лабрадор, а также Северная Канада перепредставлены. Например, Британская Колумбия с населением в 4 миллиона имеет право на 6 сенаторов, а Новая Шотландия с населением меньше миллиона — на 10. Лишь Квебек представлен числом сенаторов, пропорциональным его демографическому весу.
| Провинция или территория   | Число сенаторов | Жителей на сенатора (перепись 2001) |
| -------------------------- | --------------- | ----------------------------------- |
| Ньюфаундленд и Лабрадор    | 6               | 85 488                              |
| Остров Принца Эдуарда      | 4               | 33 824                              |
| Новая Шотландия            | 10              | 90 801                              |
| Нью-Брансуик               | 10              | 72 950                              |
| Квебек                     | 24              | 301 562                             |
| Онтарио                    | 24              | 475 419                             |
| Манитоба                   | 6               | 186 597                             |
| Саскачеван                 | 6               | 163 156                             |
| Альберта                   | 6               | 495 801                             |
| Британская Колумбия        | 6               | 651 290                             |
| Нунавут                    | 1               | 26 745                              |
| Северо-Западные территории | 1               | 37 360                              |
| Юкон                       | 1               | 28 674                              |

С 1989 года Альберта проводит выборы «сенаторов, не вступающих в должность» (senators-in-waiting), которые назначаются на должность сенаторов от провинции избирателями. Но эти выборы не предусмотрены ни одним законным или федерально-конституционным положением, и поэтому премьер-министр никоим образом не обязан назначать этих кандидатов в Сенат. На сегодняшний день лишь один избранный сенатор назначен в Сенат: в 1990 году Стэн Уотерс был назначен по совету премьер-министра Брайана Малруни, но в 1991 году скончался.
Существует конституционное положение — подраздел 26 Конституционного акта 1867 года, — на основании которого премьер-министр может предложить к назначению четырёх или восьмерых дополнительных сенаторов; эти сенаторы должны поровну представлять четыре части Канады. На это положение ссылались два раза в истории, но оно было использовано лишь один раз.
- В 1990 году премьер-министр Брайан Малруни сослался на него для обеспечения принятия законопроекта о введении налога на товары и услуги (НТУ). Назначение восьми дополнительных сенаторов привело к созданию слабого большинства для Прогрессивно-консервативной партии.
- В 1874 году премьер-министр Александр Макензи уже просил использовать это положение, но ему было в этом отказано Королевой Викторией по совету британского правительства.

До 1965 года сенаторы сохраняли свою должность пожизненно. Однако в силу Акта о Британской Северной Америке 1965 года члены Сената больше не могут заседать после достижения ими семидесяти пяти лет. Сенаторы, назначенные до введения этого изменения, смогли продолжить заседать и после превышения этого возрастного ограничения.
Место сенатора автоматически становится свободным, если он пренебрегает присутствием на заседаниях Сената на протяжении двух парламентских сессий подряд. К тому же, сенатор, признанный виновным в государственной измене, тяжком преступлении (Преступление, преследуемое по обвинительному акту) или любом другом «позорящем преступлении» (infamous crime), который признаётся несостоятельным, также теряет своё место. Это касается также сенатора, переставшего отвечать квалификационным критериям (см. ниже).
По состоянию на 2006 заработная плата сенатора составляет 122 700 канадских долл. в год. Сенаторы могут получать добавочную плату, если они исполняют дополнительные обязанности (как например, председательство в Сенате). Сенаторы располагаются на двадцать четвёртом месте в порядке старшинства, непосредственно перед депутатами Палаты общин и после федеральных и провинциальных судей.

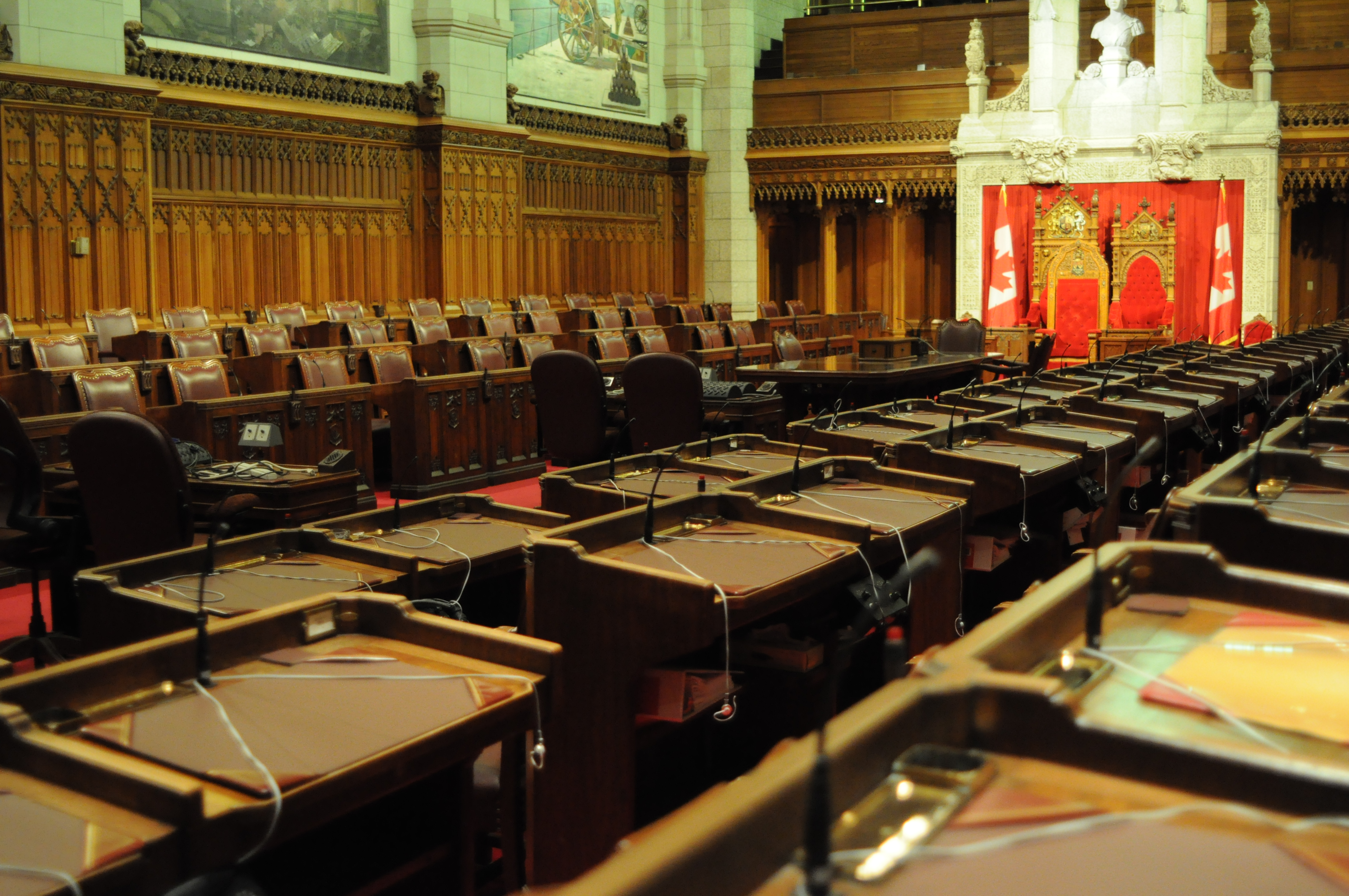
Зал Сената

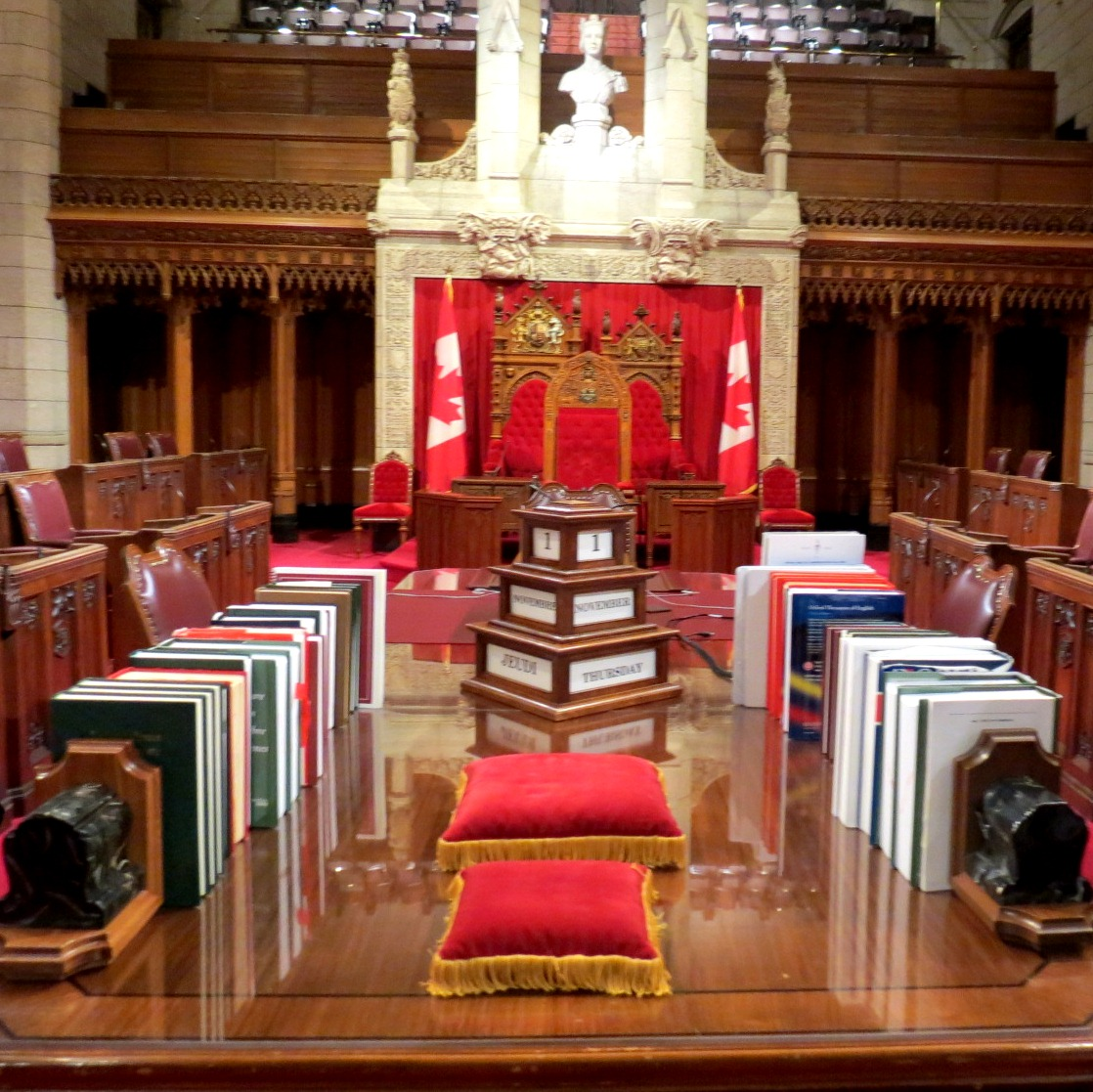
Зал Сената

## Квалификации
Квалификации, требуемые для сенаторов, установлены Конституционным актом 1867.
Для того чтобы быть назначенным сенатором, необходимо:
- быть канадским гражданином.
- иметь полных тридцать лет.
- проживать в провинции, которую представляет в Сенате.
- обладать землями минимальной стоимостью в 4000 долл. в провинции, которую представляет, а также движимым (Движимая вещь) и недвижимым имуществом (en:real property) минимальной стоимостью в 4000 долл. сверх всех долгов и обязательств. Эти квалификации по собственности были первоначально введены для обеспечения представительства в Сенате экономической и общественной элиты Канады, но сегодня требуемая сумма по причине инфляции является довольно малой величиной. Тем не менее, поземельная квалификация никогда не отменялась и не изменялась и вызвала некоторые проблемы при назначении в Сенат в 1997 году Пегги Баттс, католической монахини, давшей обет бедности. (Положение было улажено, когда её орден формально перевёл маленький клочок земли на её имя).

Первоначальная канадская конституция напрямую не запрещала женщинам заседать в Сенате, но на деле до конца 1920-х в верхнюю палату назначались лишь мужчины. В 1927 году пять канадских женщин («Знаменитая пятёрка») попросили Верховный суд Канады определить, имели ли женщины право на назначение в Сенат, чётко ответив на вопрос: «Женщины — это люди?» На самом деле, Акт о Британской Северной Америке 1867 утверждал, что «генерал-губернатор будет призывать в Сенат лиц, обладающих необходимыми квалификациями; и […] каждое лицо, таким образом призванное, становится и будет членом Сената и сенатором». В этом деле, известном под названием дела людей, Верховный суд единогласно постановил, что женщины не могли становиться сенаторами. Суд основывал своё решение на таком доводе, что авторы конституции не могли предвидеть возможность заседания в Сенате женщин, поскольку тогда женщины не участвовали в политике; к тому же, они оценили тот факт, что в Конституции для обозначения сенаторов используется местоимение «он». Тем не менее, Судебный комитет британского Тайного совета (в то время высший суд в Канаде) в своём обжаловании отменил это решение и постановил, что женщины действительно являются «людьми» в том смысле, который имеет конституция. Четыре месяца спустя, в феврале 1930 года, правительство премьер-министра Уильяма Лайона Макензи Кинга назначило в Сенат первую женщину — Кэрин Уилсон из Онтарио.

## Должностные лица

### Спикер Сената
Глава Сената Канады по-английски именуется спикером (англ. Speaker), а по-французски — председателем (фр. Président); в русском языке в основном используется первое наименовение. Спикер назначается генерал-губернатором по совету премьер-министра. Заместителем спикера является спикер pro tempore, избираемый Сенатом в начале каждой парламентской сессии. Если спикер не может быть на заседании, вместо него председательствует спикер pro tempore. К тому же, Закон о Парламенте Канады, принятый в 1985 году, позволяет спикеру назначать другого сенатора для временного исполнения его полномочий. Во время исправления должности спикер обязан быть беспристрастным, даже если он остаётся членом какой-либо политической партии.
Спикер руководит заседаниями Сената и управляет прениями, давая членам слово. Он также обязан выносить постановление, когда какой-либо сенатор считает, что был нарушен установленный порядок, и делает «призыв к уставу». Однако к решениям спикера может прибегать и весь Сенат. В отличие от спикера Палаты общин, спикер Сената голосует не только в случае равенства: он имеет право голосовать, как любой другой сенатор.
В настоящее время спикером является независимый сенатор Джордж Фьюри.

### Лидеры правительства и оппозиции
Лидер правительства в Сенате — член правительства, отвечающий за запуск законопроектов в Сенате. Это сенатор, выбранный премьер-министром и член совета министров. Лидер управляет расписанием работы Сената и пытается обеспечить поддержку оппозицией законодательной программы правительства.
Его коллегой в оппозиции является лидер оппозиции в Сенате, обычно выбираемый Главой оппозиции Палаты общин. Однако если официальной оппозицией в Палате общин является партия, отличная от составляющей официальную оппозицию в Сенате (что было, например, с 1993 по 2003 год), то партия официальной оппозиции в Сенате выбирает своего собственного лидера.

### Должностные лица, не являющиеся членами
Должностными лицами, не являющимися членами, являются секретарь, помощник секретаря, правовой секретарь и ряд других секретарей. С этими должностными лицами председатель и члены советуются по поводу устава и проведения заседаний Сената.
Другое должностное лицо — герольдмейстер или «чёрный жезл», чьи обязанности заключаются в поддержании порядка и безопасности внутри зала Сената. Его наименование происходит от чёрного церемониального жезла, который он носит. Эта должность более или менее соответствует парламентскому приставу в Палате общин, но роль герольдмейстера более церемониальна. Ответственность за безопасность и за наземные сооружения лежит на главном руководителе служб Парламентского городка.

## Процедура

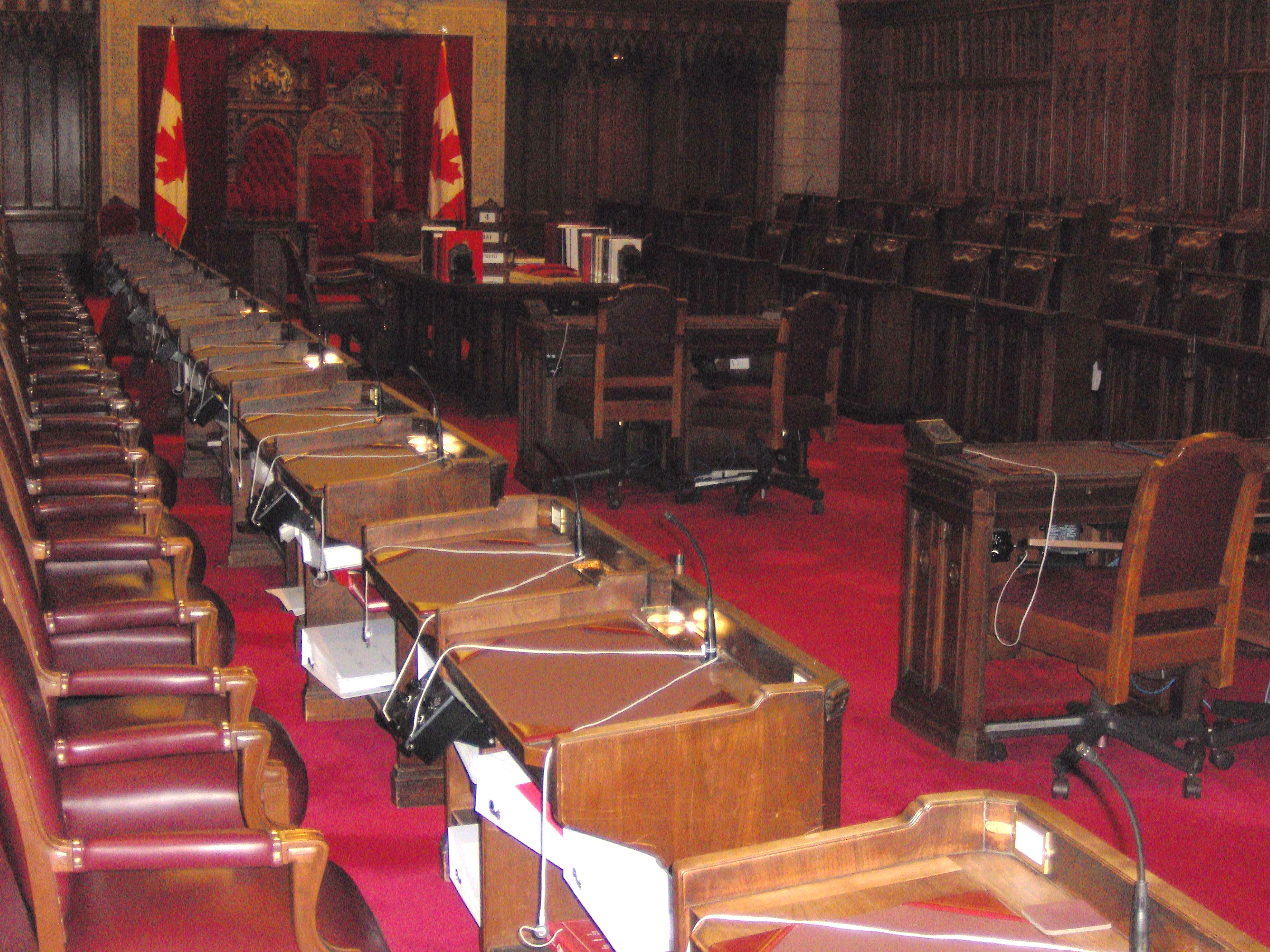
Зал Сената

Как и Палата общин, Сенат собирается на Парламентском холме в Оттаве.
Зал Сената роскошно убран в красных оттенках, что противоположно более скромному украшению и зелёному цвету Палаты общин. Кресла сенаторов расположены по обе стороны от главного прохода, а кресло председателя стоит в одном из концов зала. Напротив этого места находится отделение секретаря, где заседают секретари, готовые дать председателю совет насчёт процедуры, когда это окажется необходимым. Члены правительства располагаются на мягких сиденьях справа от председателя, а члены оппозиции занимают сиденья слева от него.
Зал Сената является местом, где проходит открытие Парламента — ежегодная протокольная церемония в начале каждой парламентской сессии. Тогда, сидя на троне зала Сената, генерал-губернатор в присутствии обеих палат и судей Верховного суда произносит речь, описывающую направление, в котором последует правительство в предстоящую парламентскую сессию. Если в Канаде находится Монарх, он сам может произнести Тронную речь вместо генерал-губернатора.
По уставу Сената последний заседает со вторника по четверг. Заседания Сената открыты зрителям и полностью печатаются в Деба дю Сена. В отличие от Палаты общин Сенат не передаёт свои заседания регулярно по телевидению, хотя бывает, что передаются прения по определённым вопросам.
Конституционный акт 1867 установил для Сената кворум в пятнадцать членов, включая председательствующего члена. Любой сенатор может попросить председателя обеспечить наличие кворума; если случается, что кворума нет, председатель приказывает звонить в колокола, чтобы другие сенаторы смогли вернуться в зал. Если кворум по-прежнему не достигнут, председатель должен перенести заседание на следующий рабочий день.

### Прохождение прений
Во время прений первый вставший сенатор имеет право произносить следующую речь. Когда одновременно поднимается много сенаторов, кто был первым вставшим, решает спикер, но его решение может быть изменено Сенатом.
Для начала обсуждения предложения должны быть представлены одним сенатором и поддержаны вторым; однако некоторые (необсуждаемые) предложения не могут быть предметом обсуждения.
Речи могут произноситься на двух официальных языках Канады — английском и французском. Сенаторы должны обращаться ко всем сенаторам, используя выражение «почтенные сенаторы», а не обращаться к какому-либо сенатору в отдельности. Отдельные сенаторы должны упоминаться в третьем лице и никогда не во втором. Такой порядок схож, но не подобен порядку в Палате общин, где все речи и все толкования обращены к спикеру.
Ни один сенатор не может взять слово более одного раза по одному вопросу; однако сенатор, внёсший важное предложение, предложивший расследование или поручившийся за законопроект, располагает правом последнего ответа, которое позволяет ему вновь взять слово в конце обсуждения. В случае законопроекта это ответное право может быть использовано лишь во время обсуждения во втором чтении.
Устав Сената устанавливает для речей временны́е ограничения. Эти ограничения зависят от сути предложения, но обычно составляют пятнадцать минут. Тем не менее, эти ограничения не действуют на лидеров правительства и оппозиции. Обсуждение также может быть укорочено при принятии предложения о «распределении времени» (time allocation motion). Сенат также может быстро закончить обсуждение, приняв предложение «за предварительный вопрос». Если такое предложение принимается, обсуждение немедленно заканчивается, и Сенат переходит к голосованию. Обсуждение также может закончиться, если ни один сенатор не имеет дополнительных комментариев.
Когда обсуждение заканчивается, текущее предложение выставляется на голосование. Сенат голосует громко: спикер задаёт вопрос, а члены отвечают «да» или «нет», и в конце голосования спикер устно объявляет итог. Тем не менее, два или более сенатора могут оспорить его подсчёт и вызвать проведение голосования при поимённой поверке. Сенаторы в пользу предложения встают, чтобы секретари записали их имена и голоса. Та же процедура повторяется дважды для членов — противников предложения и воздержавшихся членов. В любом случае спикер имеет право голосовать, но это право обычно не используется, и он голосует лишь при поимённой поверке. Равенство голосов приводит к перезапуску предложения. Если число проголосовавших членов, включая спикера, менее пятнадцати, кворум отсутствует, а голосование недействительно.
Контроль соблюдения устава Сената во время прений является обязанностью спикера, и невыполнение его предписаний считается грубым нарушением устава.

## Комитеты
Комитеты могут создаваться в различных целях. Среди прочего, они подробно рассматривают законопроекты и могут вносить в них изменения. Некоторые комитеты образуются также для контроля различных министерств и правительственных органов.
Самый многочисленный комитет Сената — пленарный комитет, включающий всех сенаторов. Пленарный комитет собирается в зале Сената, но правила обсуждения слегка изменены сравнительно с заседанием Сената. Например, нет никакого ограничения по числу раз, когда член может взять слово по одному и тому же предложению. Сенат может провести собрание пленарного комитета по различным причинам, в том числе для рассмотрения законопроекта или прослушивание личных свидетельств. Например, до своего назначения кандидаты в должностные лица Парламента должны выступить в пленарном комитете для ответа на вопросы, связанные с их квалификацией.
В Сенате имеется также некоторое число постоянных комитетов, отвечающих за особую сторону управления (например, финансы или транспорт). Эти комитеты рассматривают законопроекты и проводят особые исследования по вопросам, переданным им на рассмотрение Сенатом. Они могут устраивать опросы, собирать данные и отчитываются в своей работе перед Сенатом. Каждый постоянный комитет состоит из девяти — пятнадцати членов и избирает своего собственного председателя.
По отдельным вопросам Сенат назначает особые комитеты, когда это признаётся необходимым. Некоторые из этих комитетов занимаются изучением законопроектов, как например, было в 2001 году в случае с Особым комитетом Сената по законопроекту C-36 (закон о противодействии терроризму), другие — изучением дел особого значения, как например, Особый комитет Сената по незаконному обороту наркотиков. Число членов каждого особого комитета может различаться, но партийный состав примерно отражает значение партий в Сенате.
Также существуют смешанные комитеты, состоящие одновременно из сенаторов и депутатов. В настоящее время работают два смешанных комитета: Постоянный смешанный комитет наблюдения за установлением правил, который рассматривает постановления о законах, и Постоянный смешанный комитет Библиотеки Парламента, с которым оба председателя советуются по управлению библиотекой. Парламент может также учреждать особые смешанные комитеты для работы со злободневными или особо важными делами.

## Преобразование Сената
Намерения по преобразованию Сената в основном касаются процесса назначения сенаторов. До 1980-х предложенные планы по созданию избираемого Сената не получали широкой поддержки, но это положение изменилось в 1980 году, когда премьер-министр Пьер Трюдо в ответ на энергетический кризис 1970-х, несмотря на всеобщее противостояние на Канадском Западе, обеспечил принятие Государственной энергетической программы. Несмотря на сопротивление, Трюдо действительно нетрудно было обеспечить себе поддержку Сената, поскольку большинство сенаторов были назначены бывшими премьер-министрами от Либеральной партии и им самим. Многие канадцы с Запада начали требовать тогда «Сенат с тремя Э» — «элективный, эффективный и эквивалентный», — утверждая также, что эквивалентное представительство провинций могло бы защитить интересы малых провинций и положить конец преобладанию Онтарио и Квебека. Многие предложения заключались в следующем:
- В 1987 году Мич-Лейкское соглашение — ряд конституционных поправок, предложенных премьер-министром Брайаном Малруни — вынудило бы федеральное правительство выбирать сенаторов от каждой провинции из списка, предоставляемого провинциальным правительством, но соглашение не получило необходимой единодушной поддержки от провинциальных собраний.
- Второе предложение — Шарлоттаунское соглашение — включало положение, по которому Сенат предлагалось составлять из эквивалентного числа сенаторов от каждой провинции, избранных либо законодательными собраниями провинций, либо напрямую народом. Это соглашение по различным причинам не было принято на референдуме, прошедшем в 1992 году.

Другие предложения преобразования Сената были ещё менее успешны, в основном из-за противодействия Онтарио и Квебека — двух провинций, больше всех теряющих от эквивалентного представительства.
Сегодня Новая демократическая партия и Квебекский блок вместе требуют роспуска Сената. Онтарианский премьер-министр Далтон Макгуинти также выразил своё положительное отношение к роспуску. Несмотря на то что Либеральная партия не изложила никакой официальной точки зрения по преобразованию Сената, бывший премьер-министр Пол Мартин заявил, что он «поддерживает» преобразование Сената при условии, что провинции будут вовлечены в этот процесс и что предполагаемое преобразование «не создаст ещё больше неравенства». Консервативная партия пообещала назначать лишь избранных сенаторов, хотя премьер-министр Стивен Харпер после образования своего первого совета министров назначил в Сенат одно неизбранное лицо.
В ответ на критику, что преобладающее либеральное большинство в Сенате поставило под угрозу свою способность действовать правильно, премьер-министр Пол Мартин (декабрь 2003 — февраль 2006) выбрал тот же подход, что и Пьер Трюдо: он согласился назначать сенаторов от оппозиционных партий. Чуть более трети (5 из 14) назначений Мартина, пообещавшего разрешить этот «демократический дефицит», являлись лицами от оппозиционных партий: два прогрессиста-консерватора, два консерватора и один новодемократ. До него Трюдо (апрель 1968 — июнь 1979 и март 1980 — июнь 1984) призвал от оппозиционных партий восьмерых членов из восьмидесяти одного назначения, совершённого им за свои сроки, а самый первый премьер-министр Джон А. Макдональд (июль 1867 — ноябрь 1873 и октябрь 1878 — июнь 1891) — десятерых из девяноста одного назначения. Кроме этих двадцати трёх сенаторов, лишь девять других сенаторов в истории страны были назначены в оппозиционные кокусы в Сенате. При этом не учитывались сенаторы без политической принадлежности.
Государственный министр демократических преобразований Стивен Флетчер пообещал, что в 2009 внесёт законопроект об установлении выборного процесса в Сенате и не более чем восьмилетнего мандата для сенаторов. Государственный министр также выпустил предостережение, что если бы правительство не могло действовать последовательно, он не исключал бы возможность полного роспуска верхней палаты.

### Замысел Харпера
Премьер-министр Стивен Харпер (февраль 2006 — ноябрь 2015) пообещал в течение своего срока провести выборы для заполнения всех свободных мест в Сенате. В отличие от большинства предложений по преобразованию Сената Харпер собирается исполнить это обещание без изменения конституции путём простого совета генерал-губернатору назначить избранных лиц для заседания в Сенате. Тем не менее, в день приведения его к присяге в качестве премьер-министра обнаружилось, что квебекец Майкл Фортье будет членом совета министров и что он будет назначен в Сенат, а во время роспуска парламента уйдёт в отставку со своей должности, для того чтобы стать кандидатом в Палату общин на ближайших всеобщих выборах. Формально М. Фортье был назначен в Сенат 27 февраля 2006 года.
Харпер также пообещал другие преобразования, включая ограниченные по продолжительности мандаты для сенаторов. В конце концов, 30 мая 2006 правительство внесло в Сенат законопроект S-4, который состоял в изменении Конституционного акта 1867 для ограничения продолжительности мандата новоизбранного сенатора восемью годами; законопроект содержит положение, позволяющее современным сенаторам продолжать заседать до возраста в 75 лет. Однако не было дано никакого указания о времени или способе введения сенаторских выборов. Выступив перед комитетом Сената, Харпер объявил, что осенью 2006 его правительство внесёт законопроект, позволяющий канадцам избирать своих сенаторов.
Из-за разногласия между Консервативной, Либеральной партиями и провинциями этот законопроект не добился успеха.

### Поправка Мюррея — Остина
22 июня 2006 онтарианский сенатор Лауэлл Мюррей (прогрессист-консерватор) и британо-колумбийский сенатор Джек Остин (либерал) вносят проект поправки к конституции Канады для изменения представительства в Сенате. Эта поправка увеличивает общее число сенаторов до 117 членов, предоставляя большее число провинциям Канадского Запада: Британская Колумбия получает 12, Альберта 10, Саскачеван и Манитоба по 7. Эти четыре провинции имеют в настоящее время по 6 сенаторов. Поправка увеличивает также число подразделений, обособляя Британскую Колумбию, и увеличивает с четырёх или восьми до пяти или десяти число дополнительных сенаторов, которых может назначить Королева. Поправка ещё не была обсуждена, но в письме британо-колумбийскому премьер-министру Гордону Кэмпбеллу Остин заявляет, что имеет поддержку большинства сенаторов.

### Референдум по роспуску Сената
В ноябре 2007 глава НДП Джек Лейтон предлагает провести референдум по роспуску Сената. Он получает поддержку Стивена Харпера (консерваторы) и Жиля Дюсепа (Блок). Лишь Стефан Дион был против мысли о проведении референдума, который мог бы увенчаться успехом, если большинство партий были за.

## Состав
По состоянию на 26 сентября 2011:
| Политическая партия | Политическая партия                | Сенаторы |
| ------------------- | ---------------------------------- | -------- |
|                     | Консервативная партия              | 59       |
|                     | Либеральная партия                 | 40       |
|                     | Прогрессивно-консервативная партия | 1        |
|                     | Независимый/Неприсоединившийся     | 2        |
|                     | Вакантно                           | 3        |
| Всего               | Всего                              | 105      |

Данные на 9 ноября 2021 года
| Фракция                        | Фракция | Сенаторы |
| ------------------------------ | ------- | -------- |
| Группа независимых сенаторов.  | 43      |          |
| Консервативная партия Канады   | 18      |          |
| Прогрессивная группа сенаторов | 14      |          |
| Группа канадских сенаторов     | 13      |          |
| независимые                    | 6       |          |
| Вакансия                       | 11      |          |
| Total                          | Total   | 105      |

10 января 2025
- Группа независимых сенаторов-42. Создана в 2016 году. (большинство подали заявки через независимый консультативный комитет по назначениям в сенат)[12].
- Группа Канадских сенаторов-18. Создана в 2019 году.  (представляет региональные интересы)
- Прогрессивная группа-14. Создана в 2019 году на основе фракции Либеральной партии.
- Консервативная партия-12
- Независимые -13
- Вакантно-6

## Комментарии
1. ↑  The ISG was recognized as a parliamentary group on December 2, 2016 and given equal standing to the two partisan caucuses on May 17,
 2017[7]
2. ↑  On November 14, 2019, Senator Joseph Day announced that the Senate Liberal Caucus had been officially disbanded, with its complement of nine members—at the time—forming a brand new, non-partisan parliamentary group in the Progressive Senate Group. With this dissolution, the Senate of Canada has no Liberal members for the first time since Confederation in 1867[8].
3. ↑  This parliamentary group was founded on November 4, 2019, by eight senators from the Independent Senators Group, two from the Conservative Party of Canada's Senate caucus, and one non-affiliated senator[9].
4. ↑  The non-affiliated senators include the Speaker of the Senate and the three members of the Government Representative Office[10][11].